# زانج هينج
زانج هينج (بالصينية: 張衡)‏ (78–139 م) هو موسوعي صيني ينتمي للهان من مدينة نانيانغ عاش خلال سلالة هان. تلقى تعليمه في مدينتي لويانغ وتشانغآن، حقق نجاحاً كعالم فلكي ورياضي وعالم ومهندس ومخترع وجغرافي وعالم خرائط وفنان وشاعر ورجل دولة وباحث أدبي.
بدأ تشانج هينج حياته المهنية كموظف حكومي صغير في نانيانغ. شغل في نهاية المطاف منصب رئيس الفلك وحاكم المقاطعات للعربات الرسمية ومن ثم القاضي في البلاط الإمبراطوري. وقد أدى موقفه الذي لا هوادة فيه بشأن القضايا التاريخية إلى أن يصبح شخصية مثيرة للجدل، مما منعه من أن يصل إلى منصب المؤرخ الكبير. أدى التنافس السياسي مع القصر جعلته يخصى في عهد الإمبراطور شون (125-144) ما حمله على التقاعد من المحكمة المركزية ليعمل كمسؤول عن هيجيان في خبي. وعاد تشانغ إلى نانيانغ لفترة قصيرة قبل ان يُستدعى للعمل في العاصمة مرة أخرى عام 138. وتوفي هناك بعد ذلك بعام في 139.
طبق زانج معرفته الواسعة في الآلات والتروس على عدد من اختراعاته. وتجلى ذلك باخترعه لأول آلة ذات الحلق تعمل بالماء في العالم للمساعدة في الرصد الفلكي؛ وعمله على تحسين تدفق الساعة المائية عبر إضافة خزان آخر؛ وقام باختراع أول مقياس للزلازل في العالم، واستطاع جازه التعرف على الاتجاه السماوي لزلزال على بعد 500 كـم (310 ميل). كما عمل على تحسين الحسابات الصينية السابقة لقيمة باي. بالإضافة لتوثيقه لحوالي 2,500 نجم في فهرس النجوم الموسع الذي عمل عليه، كما طرح زانج نظريات حول القمر وعلاقته بالشمس: ناقش بالتحديد كروية القمر ومصدر ضوءه القادم من أشعة الشمس المنعكسة على أحد جانبيه والطبيعة الخفية للجانب الآخر، وطبيعة الخسوف الشمسي والقمري. وجددت أشعاره فو (قصيدة ملحمية) وشعر شي خلال عصره ودرسها وحللها عدد من الكتاب الصينيين فيما بعد. تلقى زانج الكثير من الثناء بعد وفاته على بحثه وبراعته. وقارن بعض الباحثين الحديثين عمله في مجال الفلك بعمل بطليموس اليوناني-الروماني (86-161 م).

## حياته

### أولى سنوات حياته
ولد زانج هينج في بلدة شيأي في منطقة نانيانغ (الواقعة إلى الشمال من مدينة نانيانغ الحديثة في مقاطعة خنان)، في عائلة شهيرة وثرية للغاية. كان جده، تشانغ هان، حاكم إحدى المقاطعات، أحد القادة الذين دعموا استعادة الإمبراطور، غوانغو هان (الذي حكم في الفترة بين عامي 25 و 57) للسلطة، بعد وفاة الإمبراطور، وانغ مانغ من سلالة شين الحاكمة (الذي حكم بين 9 و 23 م) الذي اغتصب السلطة. توفي والد هينج عندما كان في سن العاشرة، وتكفلت جدته ووالدته برعايته بعد ذلك. غادر زانج الشاب، والكاتب البارع، منزله عام 95 لمتابعة دراسته في مدينتي تشانغآن ولويانغ. مر زانج، خلال رحلته إلى لويانغ، بينبوع مياهٍ حارة بالقرب من جبل لي وكرس واحدة من أولى قصائده الغنائية له. تصف هذه القصيدة، التي حملت عنوان «قصيدة غنائية على الينبابيع الساخنة»، حشود الأشخاص الذين يزورون الينابيع الساخنة، المنطقة التي أصبحت تعرف اليوم باسم بركة هاكينغ، والتي تعتبر المنتجعَ المفضل ليانغ غويفي، خليلة الإمبراطور خلال فترة حكم سلالة تانغ. أصبح هينج، بعد التحاقه بمعهد لويانغ ودراسته فيه لعدة سنوات، ضليعًا في النصوص الكلاسيكية الصينية، وبنى علاقات صداقة قوية مع العديد من الشخصيات البارزة، بما في ذلك عالم الرياضيات والخطاط سوي يوان (من مواليد عام 78، وتوفي عام 143)، والمعقب الرسمي والفلسفي، ما رونغ (من مواليد عام 79، وتوفي عام 166)، والفيلسوف وانغ فو (من مواليد عام 78، وتوفي عام 163). عرضت السلطات الحكومية على زانج تعيينه في عدة مناصب، بما في ذلك منصب أحد الأمناء الإمبراطوريين، لكنه رفض العرض بتواضع. عاد هينج في سن الثالثة والعشرين إلى منزله كـ «ضابط يحمل وسام الاستحقاق»، بعد أن عمل بصفته خبير وثائق تحت إدارة الحاكم باو دي (الذي حكم في الفترة ما بين عامي 103، و111). اكتسب هينج خبرة في كتابة الوثائق الرسمية، بعد تكليفه بتأليف الأغاني والترنيمات. كان هينج، بصفته ضابطًا يحمل وسام الاستحقاق، مسؤولًا عن التعيينات المحلية، وكتابة التوصيات للمرشحين لمناصب أعلى في العاصمة. قضى هينج معظم وقته في تأليف الأناشيد والقصائد الملحمية حول المدن الكبرى. استمر زانج بإنتاج أعماله الأدبية في منزله في بلدة شيأي بعد استدعاء الحاكم باو دي مرة أخرى إلى العاصمة عام 111 للعمل كوزير للمالية. بدأ زانج هينج دراسة علم الفلك في سن الثلاثين، وشرع في هذا السن بنشر أعماله حول علمي الفلك والرياضيات.

## حياته المهنية الرسمية
في عام 112، استُدعي زانج إلى بلاط الإمبراطور آن من هان (الذي حكم في الفترة بين عامي 106، و 125)، بعد أن سمع عن خبرته في مجال الرياضيات. عندما رُشح هينج للخدمة في العاصمة، رافقته عربة –للدلالة على منصبه الرسمي- إلى لويانغ حيث أصبح رجل بلاطٍ نبيل يعمل في الأمانة العامة الإمبراطورية. تلقى هينج ترقية لمنصب رئيس مجمع علماء فلك البلاط، وقضى فترة خدمته الأولى (من عام 115 وحتى عام 120) تحت حكم الإمبراطور آن من هان، بينما قضى الفترة الثانية من خدمته تحت حكم الإمبراطور التالي (بين عامي 126 و حتى 132). كان زانج، بصفته رئيسًا لمجمع علماء الفلك، تابعًا لوزير الشعائر والمراسيم، الذي كان أحد الشخصيات التسعة التي تأتي في المرتبة الثانية مباشرة بعد أصحاب السعادة الثلاثة. بالإضافة إلى عمله في تسجيل الملاحظات المتعلقة بالأجرام السماوية، وإعداد التقويم، والإبلاغ عن الأيام المبشرة بالخير، والأيام المشؤومة، كان هينج مسؤولًا أيضًا عن الاخبتارات المتقدمة لمحو الأمية التي وجب على جميع المرشحين لشغل منصبي أمين الإمبراطورية والمراقب اجتيازها، وتطلب ذلك معرفة ما لا يقل عن 9 آلاف حرف، إضافة إلى جميع أنماط الكتابة الرئيسية. عمل زانج هينغ أيضًا، تحت حكم الإمبراطور آن، كمسؤول عن رائدي التنقلات الرسمية تحت إشراف وزارة الحرس، وتسلم مسؤولية استلام المذكرات (مقالات رسمية حول سياسة الإمبراطورية وإدارتها) وتسليمها للعرش الإمبراطوري بالإضافة إلى مسؤوليته عن المرشحين للتعيينات الرسمية.
عندما اقترح المسؤول الحكومي، دان سونغ، العمل بالتقويم الصيني عام 123 بهدف اعتماد تعاليم ملفقة معينة، عارض زانج الفكرة، بحجة الشك في صحة هذه التعاليم، ولإمكانية أن تنطوي على بعض الأخطاء. لم يكن زانج الوحيد الذي تبنى هذا الرأي، بل شاركه العديد من أصحاب النفوذ في البلاد. لم يُعتمد التقويم الجديد، ولكن، رُفض اقتراح زانج بشأن حظر الكتابات الملفقة. طلب المسؤولان ليو زهين و ليو تاوتو، العضوان في لجنة حفظ تاريخ السلالة الحاكمة، إذنًا للتشاور مع زانج هينغ. مُنع هينغ من مساعدة اللجنة بسبب أرائه المثيرة للجدل فيما يتعلق بقضية الكتب الدينية المُزورة ولاعتراضه على إسقاط حكم الإمبراطور جينغشي (الذي حكم بين عامي 23 و 25) لإحياء دور سلالة هان باعتباره أقل أهمية من دور الإمبراطور. كان ليو زهين وليو تاو الحليفين التاريخيين الوحيدين لزانج هينج في البلاط الملكي، ولم يبق له –بعد وفاتهما- أي فرصة في الارتقاء لمنصب مؤرخ البلاط.
على الرغم من تعرضه لهذه الانتكاسة في مسيرة حياته المهنية، أُعيد تعيين زانج هينج كرئيسٍ لمجمع علماء الفلك في عام 126 بعد وصول الإمبراطور شون من سلالة هان (الذي حكم بين عامي 125 و 144) إلى العرش. كوفئ هينج على عمله في الفلك بترقيته لشغل منصبٍ في البلاط الإمبراطوري وبراتب يقدر بـ 600 بوشل، أو ما يقابله بعملة الشي، أو بالمحاصيل الزراعية (التي تُستبدل عادًة بعملات نقدية أو بأقمشة حريرية). كان أعلى أجر في سلسلة الأجور -المكونة من عشرين رتبة رسمية في الإمبراطورية خلال فترة حكم سلالة هان- يقدر بـ 10 آلاف بوشل، فيما يُقدر أقل أجرٍ في سلسة الأجور بـ 100 بوشل. كان الأجر الذي يُقدر بـ 600 بوشل هو أقل أجر يمكن أن يحصل عليه الموظف المُعين من قبل الإمبراطور في الحكومة المركزية، وكان يُشرف على الموظفن الذين كانوا يتقاضون رواتب أقل من ذلك مسؤولون مركزيون أو إقليميون ذوي رتب عالية.  

## وصلات خارجية
- Zhang Heng at Chinaculture.org
- Zhang Heng at the University of Maine, USA
- Zhang Heng at the University of St Andrews, Scotland
- The Early History of Seismology (to 1900)
- Seismoscope - Research References 2012